# Liste der Monuments historiques in Teillet-Argenty
Die Liste der Monuments historiques in Teillet-Argenty führt die Monuments historiques in der französischen Gemeinde Teillet-Argenty auf.

## Liste der Bauwerke
| Bezeichnung                                  | Beschreibung                | Standort | Kennzeichnung | Schutzstatus | Datum | Bild |
| -------------------------------------------- | --------------------------- | -------- | ------------- | ------------ | ----- | ---- |
| Château du Mas                               | Burganlage, 15. Jahrhundert | (Lage)   | PA00093310    | Inscrit      | 1935  |      |
| Kirche St-Blaise (Fotos in der Base Mérimée) | Romanisch, 1174             | (Lage)   | PA00093311    | Inscrit      | 1934  |      |

## Liste der Objekte
| Bezeichnung                        | Beschreibung                                           | Standort                        | Kennzeichnung | Schutzstatus | Datum | Bild |
| ---------------------------------- | ------------------------------------------------------ | ------------------------------- | ------------- | ------------ | ----- | ---- |
| Pietà (Fotos in der Base Palissy)  | Stein, polychrom gefasst, Ende des 15. Jahrhunderts    | in der Kirche St-Maurice (Lage) | PM03000527    | Classé       | 1933  |      |
| Skulptur des heiligen Maurice      | Holz, polychrom gefasst                                | in der Kirche St-Maurice (Lage) | PM03001446    | Inscrit      | 1989  |      |
| Skulptur eines Bischofs oder Abtes | Kalkstein, polchrom gefasst, Ende des 15. Jahrhunderts | in der Kirche St-Maurice (Lage) | PM03001447    | Inscrit      | 1989  |      |